# مصطفى الدرقاوي
مصطفى الدرقاوي مخرج سينمائي مغربي من مواليد سنة 1944 بمدينة وجدة، له عدة أشرطة قصيرة و طويلة من بينها فيلم أحداث بدون دلالة، فيلم الدار البيضاء باي نايت، والدار البيضاء داي لايت.

## وصلات خارجية
- مصطفى الدرقاوي على موقع IMDb (الإنجليزية)
- مصطفى الدرقاوي على موقع قاعدة بيانات الفيلم (الإنجليزية)